# Semaglutidă
Semaglutida (cu denumirea comercială Ozempic) este un medicament antidiabetic din clasa incretinomimeticelor, a agoniștilor receptorilor peptidei 1 asemănătoare glucagonului (GLP-1), fiind utilizat în tratamentul diabetului zaharat de tipul 2. Calea de administrare disponibilă este cea subcutanată. Este vândut sub denumirile comerciale Ozempic și Rybelsus pentru diabet și sub denumirea comercială Wegovy pentru pierderea în greutate.

## Utilizări medicale
Semaglutida este utilizată în tratamentul diabetului zaharat de tip 2 (non-insulino-dependent), singură sau în asociere cu:
- Insulină
- Metformină
- Derivați de sulfoniluree

la pacienții adulți la care nu s-a realizat controlul glicemic adecvat cu dozele maxime tolerate ale acestor tratamente orale.

## Reacții adverse
Principalele efecte adverse asociate tratamentului cu semaglutidă sunt: greață, diaree, vărsături, dureri abdominale și hipoglicemie (în special la administrarea concomitentă cu sulfonilureice și/sau insulină).